# آنن‌مای‌کانترایت
آنن‌می‌کانتریت (آلمانی: AnnenMayKantereit) نام یک گروه موسیقی راک آلمانی واقع در کلن است که به خاطر صدای خاص خواننده آن هنینگ می شناخته می‌شود. این گروه موسیقی در سال ۲۰۱۱ تشکیل شد و از معروفترین ترانه‌هایش می‌توان به «پوکوهانتس» اشاره کرد.